# Studium generale
In het middeleeuwse Europa was een studium generale een volwaardige universiteit met de vier traditionele faculteiten: artes, theologie, rechten en geneeskunde. De artes liberales ('zeven vrije kunsten') zoals gedoceerd aan de faculteit Artes omvatten onder meer grammatica, retorica, logica en wiskunde. Die vakken vormden de basis voor de drie hogere faculteiten: theologie, rechten en geneeskunde. Omdat de studie van de theologie aanvankelijk enkel aan de Universiteit van Parijs, de Universiteit van Oxford en de Universiteit van Cambridge werd toegelaten, waren deze drie universiteiten de eerste drie die de titel studium generale mochten voeren.